# Oroszhegy
Oroszhegy (románul Dealu) falu Romániában, Hargita megyében.

## Fekvése
A falu Székelyudvarhelytől 11 km-re északra az Őrhegy déli lábánál a Bosnyák- és a Balé-patakok völgyében fekszik.

## Nevének eredete
Nevét az ómagyar urit (= hegyi út) főnév alapján (amely olyan hely, ahova utat kellett vágni), vagy első szláv telepeseiről kaphatta.
Pesty Frigyes helynévgyűjtő kérdéseire, 1865. január 23-án Tamás András községi jegyző a következő magyarázatot adta a falu nevének eredetéről:
"Oroszhegy elnevezésről a nép ajkán ma is élő hagyományból azt következtethetni, hogy ez elnevezés a község éjszaknyugati részén emelkedő Őrhegy nevű magoslatról vette elnevezését, amelyen az említett hagyomány szerént a hajdoni tatárjárás hadmozzanatait orozva kémlelte volna, innen Oroszhegy."

## Története
A falut 1334-ben Uriczhegy néven említik először. Az Őrhegy melletti Deskő-hágó közelében találhatók Mákvár csekély maradványai. A vár az ásatások eredményeképpen a korai bronzkorból származik. Az egykori Udvarhelyszék egyik legnépesebb települése. 1567-ben 56 portával találjuk. 1606-ban Farcád, Hodgya és Farkaslaka közti határperben 59 oroszhegyi gazda nyilatkozott. Érdemes közölnünk a névsort, mert olyan családnevekkel találkozunk, melyek ma már csak, hely, – dűlő nevekben maradt az utókornak, vagy már nem léteznek.
/ rövidítések: primipilus, lófőszékely – pr., pedites pixidarius, gyalog puskás – pix., libertinus, szabadszékely – lib., inquilinus, zsellér – in./
1. Péter Kovács pr., diafalvi, 50 éves, 2. György Tamás lib., 75 éves, 3. Bartalis Emre pr., 50 éves, 4. Benedek Albert pr., 65 éves, 5. Nagy Gergely oroszhegyi bíró, 40 éves, 6. Szabó Bertalan pix., 40 éves, 7. Filljér Miklós pr., 80 éves, 8. Rezi Pál lib., 60 éves, 9. Ambrus Pál lib., 40 éves, 10. János Gergely lib., 35 éves, 11. Péter Kovács lib., 40 éves, 12. István Benedek lib., 40 éves, 13. György János lib., 50 éves, 14. György Orbán pr., 60 éves, 15. István Kovács pr., 40 éves, 16.Lukács Lőrincz pr., 28 éves, 17. Szabó Bálint lib., 50 éves, 18. Simó János pr., 35 éves, 19. János György lib., 50 éves, 20.Tótth Péter lib., 40 éves, 21. Bíró Mihály lib., 32 éves, 22. Küs László lib., 45 éves, 23. Filljér Demeter pr., 25 éves, 24. Dénes János lib., 75 éves, 25. Szász Balázs lib., 25 éves, 26. Tótth György lib., 32 éves, 27. Tótth Kelemen lib., 40 éves, 28. Nagy Bálint lib., 25 éves, 29. János Lőrincz lib., 20 éves, 30. Kodor Mihály lib., 40 éves, 31. Bálint Márton lib., 35 éves, 32. Nagy István lib., 40 éves, 33. András István 25 éves, 34. Máté Pál lib., 20 éves, 35. György István lib., 20 éves, 36. Csortán Jakab lib., 20 éves, 37. Oláh István lib., 32 éves, 38. András Pál lib., 50 éves, 39. Albert Antal pix., 60 éves, 40. Gergely Antal lib., 32 éves, 41. Benedek János 40 éves, 42. Ferencz Máté lib., 32 éves, 43. Mihály Tamás jn., 32 éves, zsellére szombatfalvi Literatus Jánosnak, 44. Bálint Lőrincz pr., 35 éves, 45. Albert János lib., 40 éves, 46. Csortán György lib., 40 éves, 47. Nőrincz (Lőrincz) Péter lib., 32 éves, 48. Birtalan Lőrincz lib., 25 éves, 49. Máté István lib., 32 éves, 50. Márton Pál lib., 40 éves, 51. György János 60 éves, 52. György Miklós lib., 28 éves, 53. Mihály Péter lib., 18 éves, 54. Kodor Pál lib., 25 éves, 55. Sándor Péter lib., 25 éves, 56. Péter Gergely lib., 18 éves, 57. Major Bálint lib., 45 éves, 58. István Péter lib., 32 éves, 59. István Pál lib., 25 éves.
1614-ben lakossága 365, 1635: 64 család, azaz 320 személy, 1721: 410, 1750: 545,1786: 868, 1820: 1115, 1824: 1298, 1857: 1986, 1869: 2238, 1880: 2540, 1890: 2743, 1900: 3072, 1910: 2128 – Varság már levált egyházilag Oroszhegytől, 1930: 2270 – Varság már levált közigazgatásilag Oroszhegytől, 1941: 2408, 1992: 1833, 1992-ben 1833 lakosából 1814 magyar, 17 cigány és 2 román volt. A trianoni békeszerződésig Udvarhely vármegye Udvarhelyi járásához tartozott.

## Látnivalók
- Temploma: a falu és plébánia említése az 1334. évi pápai tizedjegyzékben jelenik meg először: „Item Dominicus sacerdos de Uriczheg solvit I. banalem”. Papja Domokos nevezetű. A régi templom az 1760-as püspöki látogatás jegyzőkönyve szerint a mostani helyen épült, körbe véve a falu tízeseivel – al, közép és fel tízes telkeivel. Különálló egységet alkotott a tőle nyugatra fekvő, kis kápolnával és temetővel rendelkező diafalvi tízes. A „régi faluhelyéről” a lakosság már korábban az Árpádházi királyok idején beköltözhetett a huzatos fennsíkról Őrhegy láza déli, szélvédett oldalára.
- A következő feljegyzés a templomról már későbbi: Possevino Antal jezsuita atya 1584-es feljegyzése, amely idézi a reformáció kori harcokat: „Ugyancsak 1583-ban Oeszi András reformátor, ez az istentelen ember megtámadta az oroszhegyi templomban összegyűlt 40 embert, onnan kiűzte és még ruháiktól is megfosztotta őket”. Ráadásul a nálánál kisebb Szentkirály filiájaként működhetett tovább. Az egy időre reformátussá lett faluban 1606-ban esperesi vizitáció volt, hogy intézkedjék az anyaegyház Szentkirály és leányegyháza Oroszhegy papválasztásának ügyében. Végzését az udvarhelyi református zsinat erősítette meg, ahol a két helységet a következőképpen említették meg: „...in Mater Ecclesia Szent-Király, altero autem in filia Oroszhegy”. A zsinat úgy intézkedett, hogy a pap egyik vasárnap a szentkirályi anyaegyházban, másik vasárnap az oroszhegyi leányegyházban tartson istentiszteletet.
- Domokos Kázmér címzetes koronai püspökként 1670. évi egyházlátogatásakor 506 hívet írt össze, megjegyezte, hogy lelki gondozásukat licenciátus végzi. Látogatása alkalmával elrendelte, hogy a Diafalva falurészen álló régi templomot, amelyet a nedvesség miatt nehezen lehetett jó karbantartani, bontsák le és építsenek újat a régi romos – vsz. az 1553, vagy 1661-es tatárjáráskor leégett – oroszhegyi templom helyére. A templom építését a helybéli Kovács György saját költségén fejeztette be. Ezen kívül megaranyoztatta az ezüstkelyheket, a betegellátó szelencét, a hordozható keresztet és a gyertyatartókat. Mindenfajta miseruhát csináltatott.
- Az 1711-es püspöki vizitáción a templomról és anyagi javairól egy kevés információt kaphatunk. Ez szerint a templom Nagyboldogasszony tiszteletére van felszentelve. A kőépület előtt egy harangláb, benne két harang. A nagyobbik szentelt. Oltár kettő, kehely is két darab.
- Egy másik jelentős pillanat az oroszhegyi egyházközség életében az 1748-as esztendő, ez évtől kezdve a falunak újból különálló plébániája lett. Különvált Szentkirálytól, amelynek eddig filiája volt és így a helyben tartózkodó plébánosok eredményesebben végezhették a hívek lelki gondozását.Az 1760-as püspöki látogatáskor megemlítették, hogy a templom nagyon romos állapotban van. Az egyház épületei nagyon régiek. A templom alapja gyenge és a nép templom nélkül fog maradni, ha nem épít újat. 1765. november 21-én jóváhagyták az oroszhegyi római katolikus templom újjáépítését. Mária Terézia június 18-i rendelete értelmében az oroszhegyi hívek kérelme a császárnőhöz Tamási György oroszhegyi származású kanonok közbenjárása révén meghallgatásra talált és engedélyt kaptak a régi romos templom megnagyobbítására. A templom építése kegyes adományokból és a hívek hozzájárulásával történt. 1766. május 6-ánTamási György pénzbeli hozzájárulásával és a hívek önkéntes munkájának köszönhetően megkezdték az 1670-ben épült templom lebontását és egy új felépítését. A templom építése négy évet vett igénybe, de már 1768-ban a templomot „meg fedték”. A püspöki vizitációkon megjegyezték, hogy falai szilárd anyagból készültek (kő és tégla), oszlopai nem voltak. Erős fedélzete zsindellyel volt befödve. Hosszúsága 13 orgias, szélessége pedig 5 orgias. A főajtó észak felé volt. Az ablakok vasráccsal voltak ellátva. Magas tornyában három megszentelt harang volt fölszerelve. Az építkezést, a kőművesek bérét, az ablakok, födélzet költségeit ajándékképpen a kanonok fedezte. Ajándékba egy orgonát is adott a templom számára.
- 1785-ben, a források említése szerint a templomra órát szereltek. Ez az óra ma is ott van a templom tornyában, de nem működik. A régi okiratban az órával kapcsolatban ez áll: „A nemes oroszhegyi Megyében a Templomnak Tornyába nagy óra vasból felállítatván és Die 14 July Anni 1785 Pünkösd után kilentzedik 1vasárnapon Kőhalom városi órás Mester emberek, úgy mint Folberok János és fia Folberok Mihály által elkészíttetvén s megindíttatván, fizettünk érette az említett órás Mestereknek 105 id est: százöt Mforintokat, mely költség rész szerint a Templomnak, rész szerint a Megyebélieknek pénzéből pótoltatott: akik a megyebéliek közül adtak azoknak nevei örök emlékezetre beírattattak ezen könyvbe, ...”. Gróf Batthyány Ignác püspök 1788. július 21. jelentésében „…a jómódú templomok közé…” sorolta Oroszhegy egyházközségét.
- Az 1824-es vizitációs jegyzőkönyv pontosan beszámolt a templom berendezési tárgyairól. A templom oldalfalait a keresztútja (stáció) képei díszítették. A leírások alapján feltételezhető, hogy a nagy oltár a barokkra jellemző oszlopos architektúrás kialakítást követte, ugyanis az oltáron négy oszlop között két szobor állott: Szent József és Szent János szobra; a tabernaculumnak két ajtaja két angyallal volt díszítve; az oltár felett Szent Joachim és Szent Anna képe függött a falon. A templomnak három oltára volt: jobb oldalon volt Szent György oltára, baloldalon a szent kereszt tiszteletére készítették az oltárt, középen pedig a főoltár volt a Mennybe fölvett Mária tiszteletére. A tabernákulumnál ünnepnapokon lámpa égett; a kórus erősen fel volt függesztve a falra; az orgona hangjának hat változata volt. A harangokról is történt említés: volt egy 4 mázsás nagyharang, ezt báró Bajtay József Antal erdélyi püspök Parajdon szentelte fel Nagyboldogasszony tiszteletére. Volt a toronyban még egy 2 mázsás, valamint egy 50 fontos harang, mindkettő szentelt régtől fogva. A templom szentélye felett szintén volt egy kisharang. A nagyharangot Tamási György oroszhegyi származású olvasó kanonok öntette a saját költségén Budán, 1772-ben. A 2 mázsás harang felirata olvashatatlan volt. A jegyzőkönyv szerint a harmadikot, az 50 fontos kisharangot még 1703-ban öntötték.
- 1937-ben elkezdték a már majdnem fél évszázaddal azelőtt tervbe vett templom megnagyítását, illetve újjáépítését. Május 6-án Rácz Mihály műszaki tanácsos elkészítette a templom kibővítésére vonatkozó tervet, amely szerint a templom megnagyobbítása 1.108.329 lejbe kerülne. Ebből az összegből ekkor az egyházközségnek 700.000 lej állt a rendelékezésére, amely összeggel és a községi közmunka igénybevételével elhatározták, hogy tető alá hozzák a templomot. Így meghirdették az építési pályázatot. Június 20-ra beérkezett négy pályázat, amelyek közül a Szőcs Sámuel ajánlatát fogadták el, aki 1.379.782 lejért vállalta el a templomépítést. 1940-ben a torony befödésére szükséges 84.000 lejt a közbirtokosság biztosította. Az új templom méretei: hosszúsága a szentéllyel együtt 36 m. A szentély szélessége 8,6 m. A templomnak két mellékhajója van, amelyeknek szélessége 3,3 m és hosszúsága pedig 7 m. A mellékhajókkal együtt a templom szélessége 19,4 m. Ezen kívül van a templomnak egy sekrestyéje is, mely 4,5 m hosszú és 4 m széles. A torony magassága kb. 35 m. Az új templom építésében fontos szerepet játszott a közmunka is, amelyből az oroszhegyi hívek derekasan kivették a részüket. Az egyházközség habár nagy áldozatok árán és nehézségekkel küszködve is, de új, szép, nagy templomot épített magának, amely most már képes a szentmisére összegyűlt híveket befogadni, és egyben a falu büszkesége is.
- 1957 február 10-én az egyháztanács úgy döntött, hogy a templom belső mennyezetére három freskót festet. Ezt a munkát Milthaller aradi festő vállalta el.
- 1974-ben az egyháztanács döntött a templom belsejének újrameszeléséről. Csíki József vállalta el ezt a munkát 4500 lej értékért. Ugyanakkor ő készített két falfestményt is a templom oldalfalaira: az egyik Szent Istvánt ábrázolja, amelyet a festő teljesen díjtalanul, ajándékképpen festett; a másik Szent László csodálatos vízfakasztását illusztrálja, amelyet a plébános festetett saját költségén, mint védőszentjét.
- A Kápolnamező: egykor híres búcsújáróhely volt. Történelmi források bizonyítják, hogy Oroszhegy határában, a Nyúlád nevezetű helyen valamikor kápolna állott. Ezt a kápolnát 1723-ban Karry Miklós építtette a nép segítségével. Krisztus Mennybemenetelére szentelt kápolnánál Áldozócsütörtök napján itt tartott búcsú mindig oly népes és oly látogatott volt, mint a Szent Anna-tói. Az egész szék katolikus népessége összesereglett ide, de mivel sok volt a verekedés és a „botrányos dolog”, 1783. július 16-án Batthyányi püspök betiltotta ezt a búcsút, s a kápolnát leromboltatta. Az 1723-ban épült kápolnával kapcsolatban elmondható, hogy nagy valószínűséggel nem ez volt az első kápolna itt. Kétségtelen, hogy a gyógyító erejű „urusos kút” környékén korábban is állott kápolna. Erre utal a Kápolna-mező helynév, amely jóval régebbi a XVIII. század elején épült kápolnánál. Már 1592-ben említik a források a Kápolna-mezeje helynevet az Oroszhegy és Fancsal helységek közötti perben, amely a Nyulád nevű erdős terület birtoklásáért folyt. Valószínű tehát, hogy már ekkor létezett kápolna az említett helyen.Ezt igazolták a későbbi régészeti feltárások. A kápolnáról pontos leírást találunk gróf Batthyány Ignác 1783. július 16-án, Oroszhegyen tett látogatási jegyzőkönyvében: „…csak egyetlen kápolnát láttunk az oroszhegyi erdőben, mely 1723-ban épült Kary Miklós főesperes és szentléleki plébános által kőből, oltár nélkül, szószék nélkül és más szükséges felszerelés nélkül találtatott. Van 47 forintja oroszhegyi lakosok között kiosztva és egy kis harangja, amely évente az anyaegyháznak szolgál jeladásul a menybemenetelre, az Úr menybemenetel emlékére, mely szolgálatot gyakorolván a nép mindenkoron összejönni szokott, akiknek a papok száma szerint több mise, gyónási alkalom, szent beszédek, előtte való nap és azon a nap is szokott lenni, amely a nép áhítatának megfelelt…” Habár 1783-ban az oroszhegyi búcsújáróhely sorsa megpecsételődött, azonban Oroszhegy szentkútja és nyúládi kápolnája nem merült teljesen feledésbe. A legjámborabb, legbuzgóbb oroszhegyiek a XX. században is keresztel és lobogóval vonultak ki áldozócsütörtök korareggelén az „urusos kúthoz”, valamint a kápolna romjaihoz. Úgy igyekeztek, hogy nagymisére, 11 órára visszaérjenek a faluba. A pap általában nem ment velük. A keresztalját a kántor vezette. Az áldozócsütörtöki kivonulás tehát népi ájtatosságnak tekinthető. Napjainkban újjászerveződött a szinte feledésbe ment hagyomány.
- Szent László Sátora Kosara nevezetű várhely és az Urusos kút: "Ugyan e kápolna romjaitól éjszak felé mintegy húsz négyszögölnyileg van egy Szent László Sátora Kosara nevezetű várhely, és ebben a várhelyben a nép legendája szerént kőpénz, állítólag a tatárjáráskor Szent Lászlót megvesztegetni akaró tatár vezér a magyar tábor közé pénzt hintett, hogy azon a magyar sereg késsék, s azon pénz a Szent László imádságára és a Mindenható ereje által kővé változott. Itt vagyon még e kápolna romjaitól a déli részre s mintegy tizenhat négyszögölnyileg az úgynevezett Urusos kút, amelybe régente sok helyekről összegyűlő köszvényes, ótvaras és másegyéb nyavalyás emberek gyógyulásokat érzették, de még máig is lehet ottan sok rongyot látni, amelyet most is otthagyogatnak sok sebesült emberek, mindhogy gyógyulásokat érzették, a rongyot könnyedén otthagyhatják. Ezen kútnak a vize kék színű mindég, és nem fagy bé a legerősebb télen is".

## Oroszhegy iskolái

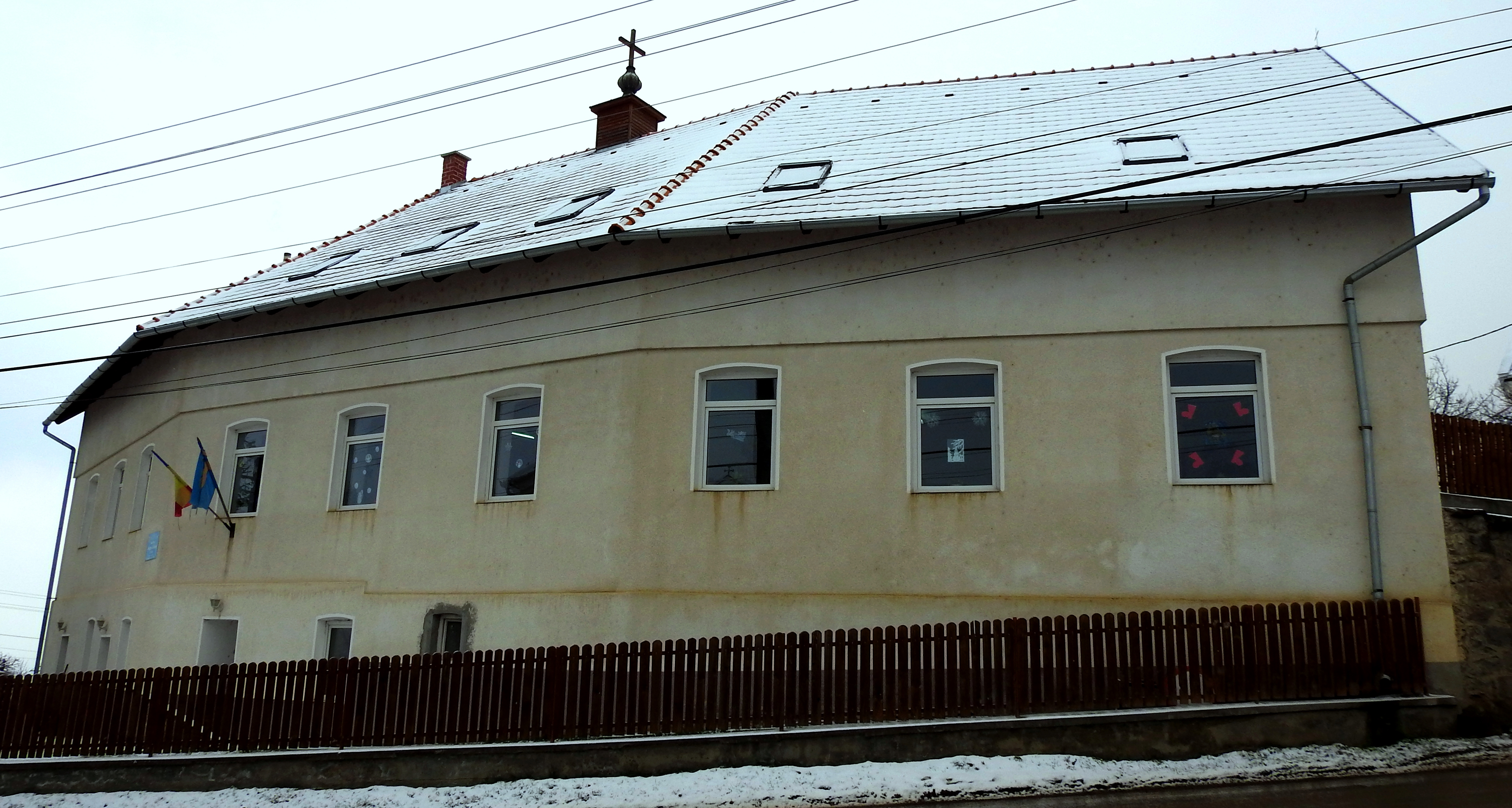
Régi egyházi iskola. Épült 1810, 1828, 1849. Jelenleg Magyari Ferenc óvoda és napköziotthon.

A görgényi havasok déli oldalában megbúvó Oroszhegy község falvai – Székelyszentkirály, Székelyszenttamás, Tibód, Ülke és Székelyfancsal –, a Görgény-Hargita fennsík meredek-dombos, a Bosnyák és Ballé patakok által jól meghatárolt völgyfőjében kialakult faluközösségek sorsa, élete szorosan összekapcsolódott egymással az évszázadok alatt. Közössé kovácsolta őket az állandó katonáskodás, a rokoni kapcsolatok, az egymás határán való „átjárás”, a jó szomszédolás és egymásrautaltság. Mert így lehetett fent maradni és továbbfejlődni. Egymástól „tanulva” könnyebben élni, tanulni és maradandó közösséget fejleszteni. Ezért egyre szükségszerűbbé vált egy műveltebb, okosabb, önfenntartó közösség megjelenése. A székely társadalomban jogok és kötelezettségek rögzítése céljából, a XVI. század végére fontossá vált egy írástudó réteg kialakulása. Az írástudás segített megvédeni a régi szabad székely emberi státust. Az ember nem vált annyira kiszolgáltatottá. Erre, már korán megjelent az igény.
Az iskola és írásbeliség székelyföldön jelentős lendületet vett. Oroszhegyen is már van ebben az időben egy jól képzett írástudó réteg. Kis Pál (született 1546-ban), Balogh György 1591 körül élt, György Lukács diafalvi – 1590 –, Kovács Demeter – 1592, 1597. Lukács Gergely diafalvi nobilis (született 1592-ben) prókátor pedig gyönyörűen ír, jól fogalmaz és jártas a latin nyelvben. Valószínű, hogy az 1593-ban alakult székelyudvarhelyi gimnáziumban tanult. Iskolamesterekről Udvarhelyszéken a legrégebbi adat 1566-ból való, ahol megemlítik Galambfalvi Pál Deákot nagygalambfalvi mestert. Majd 1592-ben felsőboldogfalvi Mihály deák „schola mester” neve jelenik meg az udvarhelyi törvénykezési jegyzőkönyvekben. 1598-ban az etédi iskolamester Ferenc Deák. Oroszhegyen első iskolamester, deák nevével 1591. július 17-én találkozunk egy perben, amikor az 1536-ban Csíkszentmihályon született Máté Deák oroszhegyi prókátorokat fogadott egy peres ügyében. A tanítókat régente scholamester, rektor, megyésmester, megyés deák, tanító, esetleg harangozó névvel illették. Latinul pedig a ludimagister, magister, rector scholae, instructor, esetleg cantor, campanator szóval. Az iskolamesterek elsődleges feladata nem a tanítás volt kezdetben, hanem az egyházi szolgálat, de a papi és kántori utánpótlás céljából a jobb képességű gyermekek tanítását is vállalták. Később már a jogi és orvosi pályákon érvényesülő diákoknak is ők voltak az elindítói. Első iskolája a templom cinterme előtti téren volt, 1626-ban, 1683-ban már említik. 1783-ban „trivialis” iskola, amelyben lányok és fiúk tanulnak. A jelenleg óvodai épületet a római katolikus egyház 1810-ben, 1828-ban és 1849-ben meg-meg toldotta egy épületrésszel az egyre gyarapodó faluközösség igényeinek kielégítésére. 1900-ban már az ezeréves jubileumra felépített községházában is folyt az oktatás, egészen 1978-ig, amikor a falu közös erővel felépítette a jelenleg is működő korszerű ötödik iskolaépületet.

### Az oroszhegyi Római Katolikus Iskola igazgatói 1600 – 1948 között
- Kodor István: 1600 körül – református tiszteletes, Kodor, Kolozs megye
- Kodor (Oroszhegyi) Péter: 1565 körül-1635-ben él – római kat. házas pap, Kodor, Kolozs megye. Római katolikus, majd református, később újra „pápista”, majd a kor igényeinek, szokásainak megfelelően katolikus, házas pap. Pap, lelki vezető volt Székelyszenttamás, Kadicsfalva, Tibód, vsz Kányád, Máréfalva, Oroszhegy, Zetelaka és Oroszhegy egyházközségeiben. A Kájoni János 1676-ban kiadott Cantionale Catholicum című egyházi énekek kiadványban, majd 1719-ben a második kiadásban szintén megjelenő „Régi, és Uj Deák, és Magyar aitatos egyházi Énekek, Dicséretek, Soltárok, és Lytaniak” között találjuk egyik énekét, ilyen cím alatt: Nota: Angyaloknak Nagyságos etc. A versfőkben, ugyanúgy, mint Oroszhegyi Mihály Deák költőnk, belopta nevének kezdőbetűit: KODOR PÉTER. Környül-vöttek halálnak sérelmi… Nota: Angyaloknak Nagyságos etc. 
KÖrnyül-vöttek halálnak sérelmi, Nyavalyáknak sok-féle nemei: Mirigy-miatt soknak meg-kell halni, Isten nyilát el-nem kerülhetni. 
Olly szép példát, erröl nékünk adnak, A' hólt-testek kik elöttünk vannak: Ma én-rajtam, hólnap reád várjad, Elö-Ember azt te meg-gondollyad. 
Dicsiretes erröl gondolkodni, Halálához mindennek készülni: Kicsiny, és nagy, hogy a' szer el-éri, Semmi módon el-nem kerülheti. 
Olly sok zengés, halálhoz készülés, Emberek-közt széllyel sok kesergés: A' haláltól-való sok rettegés, Kitöl nincsen sohúl menekedés. 
Reánk szállott ennyi sok kesergés, Mindenütt csak hallik harang-zengés: Halottak-ért sok jaj-szó emlités, Keservesen vagyon sok éneklés. 
Példánk erröl e' Világra-jövés, Anyáinktól nagy kínnal születés: Tellyes éltünk e' földön rettegés, Gyarló-testböl nagy kinnal ki-menés. 
E' Világban kevés gyönyörüség, Minden öröm-után keserüség: Sok fáratság, múnka, és rettegés, Hóltak-felöl-való beszélgetés. 
Testi, lelki nagy sok ellenkedés, Egy-más-ellen-való irigykedés: Külömb-külömb-féle sok vétkezés, Es a' bünböl soha ki-nem térés. 
Ezért Isten Angyalát bocsátta, Eles törit ö kezében adta: Embereket általa rontattya, Az Tau bötüt a' kin nem láthattya. 
Rajtunk mostan ne-csudálkozzatok, Kik meg-hóltunk, rajtunk ne-sirjatok: De Istennek Angyalát várjátok, Bóldogságban hogy bé-juthassatok.
- Fekete István Deák: -1627 és 1638 körül – „licenciati laici”
- Forró Benedek: -1651-1670 – „Licenciatus Concionator”, csíkkozmási
- Olasz István Deák: 1674-ig – licenciátus, székelyudvarhelyi
- Oroszhegyi Mihály Deák: 1675-1710 – licenciátus, prókátor, költő, oroszhegyi
- Lukács Gergely: 1710-1711 – licenciátus
- Szabó Ferenc Deák: 1711-1712 – „oroszhegj Licenciatus”, lövétei
- Kiss András: 1712-1719 – licenciátus, torjai
- Halmágyi Sámuel:1719-1724 – licenciátus, torjai
- Vitális György: 1724-1742 –plébános, csíkszentimrei
- Ferenci István: 1742-1748 – plébános, szentkirályi
- Péterfi Zsigmond: 1748-1768 – plébános, atyhai
- Lukács György: 1768-1783 – plébános, székelyudvarhelyi esperes, tiszteletbeli kanonok, gyergyószentmiklósi
- Demjén Sámuel: 1783-1817 – plébános, alesperes, farkaslaki
- Boros Imre: 1817-1826 – plébános, gimnáziumi tanár, alesperes, tiszteletbeli kanonok, fancsali
- Mártonfi András: 1826-1829 – plébános, lövétei
- Gyenge Imre: 1829-1835 – plébános, később a papnevelde igazgatója, kanonok, miklósvári
- Sebestyén András: 1835-1842 – plébános, gyulafehérvári, nagyszebeni tanár, spirituális, fancsali
- Lőrincz Mihály: 1843-1853 – plébános, szentkirályi
- Takács János: 1853-1861 – plébános, sátoraljaújhelyi, Magyarország
- Fark Márton: 1861-1863 – plébános, székelyudvarhelyi
- Kozma Simon: 1863-1864 – plébános, futásfalvi
- Vákár János: 1864-1879 – plébános, gimnáziumi tanár, gyergyószentmiklósi
- Láiber Antal: 1879-1901 – plébános, székelyudvarhelyi
- Kiss András: 1901-1924 – plébános, csíkszeredai
- Márton Árpád: 1924-1940 – plébános, zetelaki
- Ambrus Szaniszló: 1940-1944 – plébános, csíkszentmártoni
- Bedő Tibor: 1944-1948 – plébános, sóstóhegyi

### Az oroszhegyi Római Katolikus Iskola tanítói 1591-1948 között
- Máté Deák: – 1591,1592 – csíkszentmihályi (született 1536-ban)
- Fülöp János Deák „Joannes Literatus”: – 1606 – 1614 körül „rector scholae” – csíkkörnyéki
- Demeter János Deák: 1626 körül
- István Deák: 1627-1637 körül
- János Deák ifj.: 1654-1665 körül „ecclesiastica persona” – szentkirályi
- Oroszhegyi Bálint Deák: – 1668 -1682 „scholarum ludimagister”, később licenciátus – oroszhegyi
- Vágási (Mártonfi) Mihály: 1681-1721 „ludimagister et cantor”
- Vágási János: 1716-1726 „instructor”
- Koszta Balázs: 1727 – 1731 „ludimagister”- csíkrákosi
- Mihályfi (Literati) Márton: 1731-1755 „cantor et ludimagister”- gyergyóújfalusi
- Dobai János: 1743-1802 „cantor et ludimagister”, 1755-1796 kántortanító – oroszhegyi (eltemetve Oroszhegyen a templomkertben)
- András Ferenc: 1755-1763 – „campanator” – szentkirályi
- Egyed József: 1763-körül – gyergyóújfalusi
- Jakots Tamás: 1782-1809
- Magyari Mihály: 1796-1802 – segédkántor, 1802-1830 kántortanító – oroszhegyi (eltemetve Oroszhegyen a templomkertben)
- Dombi János: 1805-1807 – diafalván „campanator – oroszhegyi”
- Nébel József: 1811-1813 – „campanatoris et Ludimagistri” – karácsonyfalvi
- Székely Ádám: 1818-ig harangozó-segédtanító – peselneki

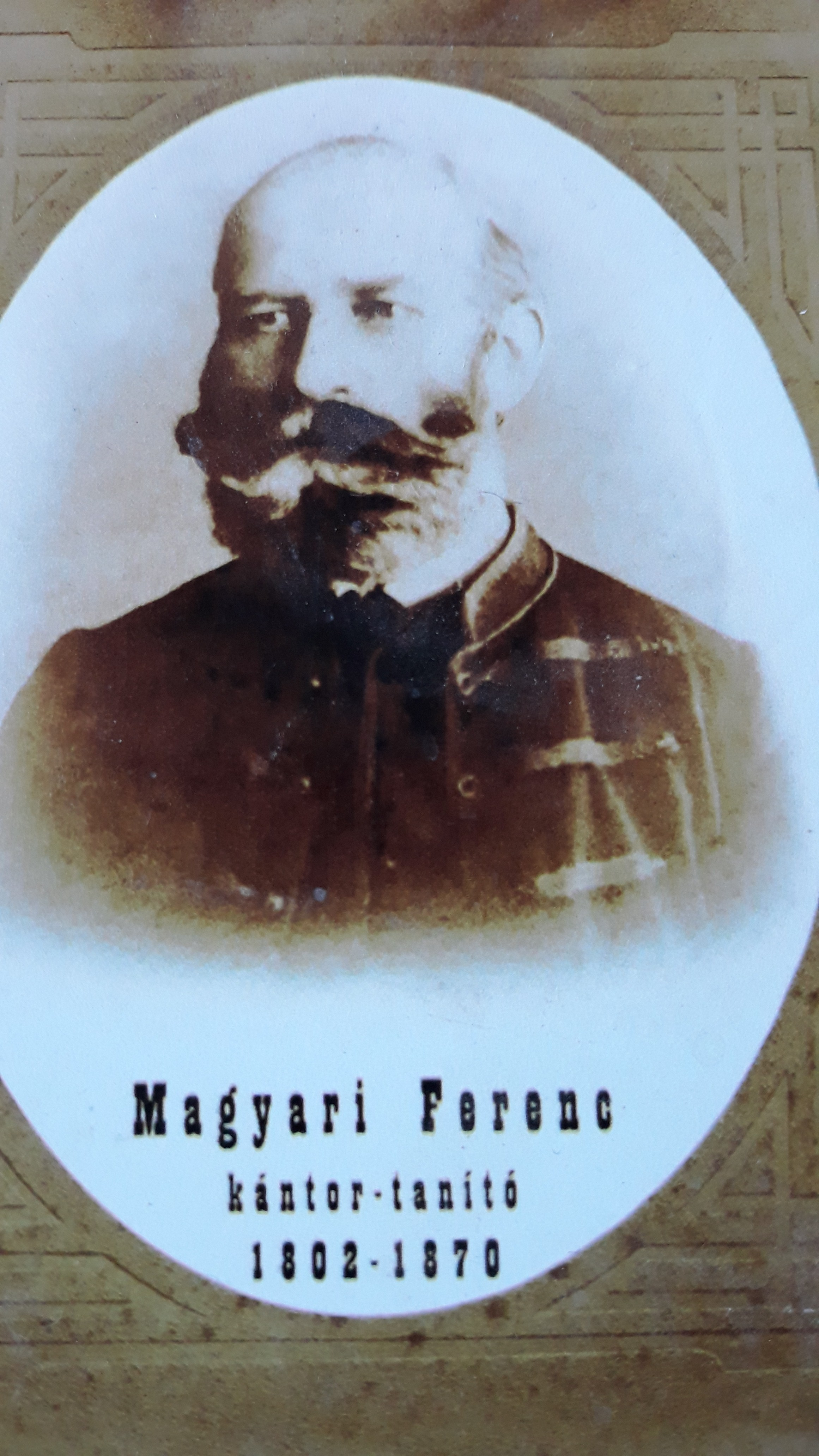
Magyari Ferenc kántortanító (1802-1870)

- Dénes Ferenc: 1818-1821 – diafalvi tanító, harangozó, „excantor” – oroszhegyi (eltemetve Oroszhegyen a templomkertben)Magyari Ferenc kántortanító (1802-1870) Magyari Ferenc: 1824-1830 segédkántor, 1830-1870 kántortanító – oroszhegyi (eltemetve Oroszhegyen a templomkertben)
- Dobai János: 1832-1838 – segédtanító és harangozó – oroszhegyi
- Bálint Antal: 1840-1863 – segédtanító, „campanator” – oroszhegyi (eltemetve Oroszhegyen a templomkertben)
- Dombi András: 1842-1854, segédkántortanító, harangozó – oroszhegyi
- Dombi Sándor: 1848 – tanító – oroszhegyi
- Gál Antal: 1853 – diafalvi harangozó – baróti (eltemetve Oroszhegyen a templomkertben)
- Kovács Zsigmond: 1858-1891- miklósházi (eltemetve Oroszhegyen a templomkertben)
- Angi Péter: 1868-1881 – okleveles leánytanító
- Nagy Péter: 1875-1878 – diafalvi tanító – oroszhegyi
- Hajdu András: 1885-1910 – okleveles tanító diafalván – oroszhegyi (eltemetve Oroszhegyen a köztemetőben)
- Tamás József: 1881-1912 – okleveles tanító – székelyudvarhelyi
- Asztalos Albert: 1881-1883 – harangozó, segédtanító
- Magyari Dénes: 1883-1887 – harangozó, segédtanító – szentháromsági
- Simon Lajos: 1887-1891 – harangozó, segédtanító
- Kovács Dénes: 1891-1892 – kántortanító – oroszhegyi

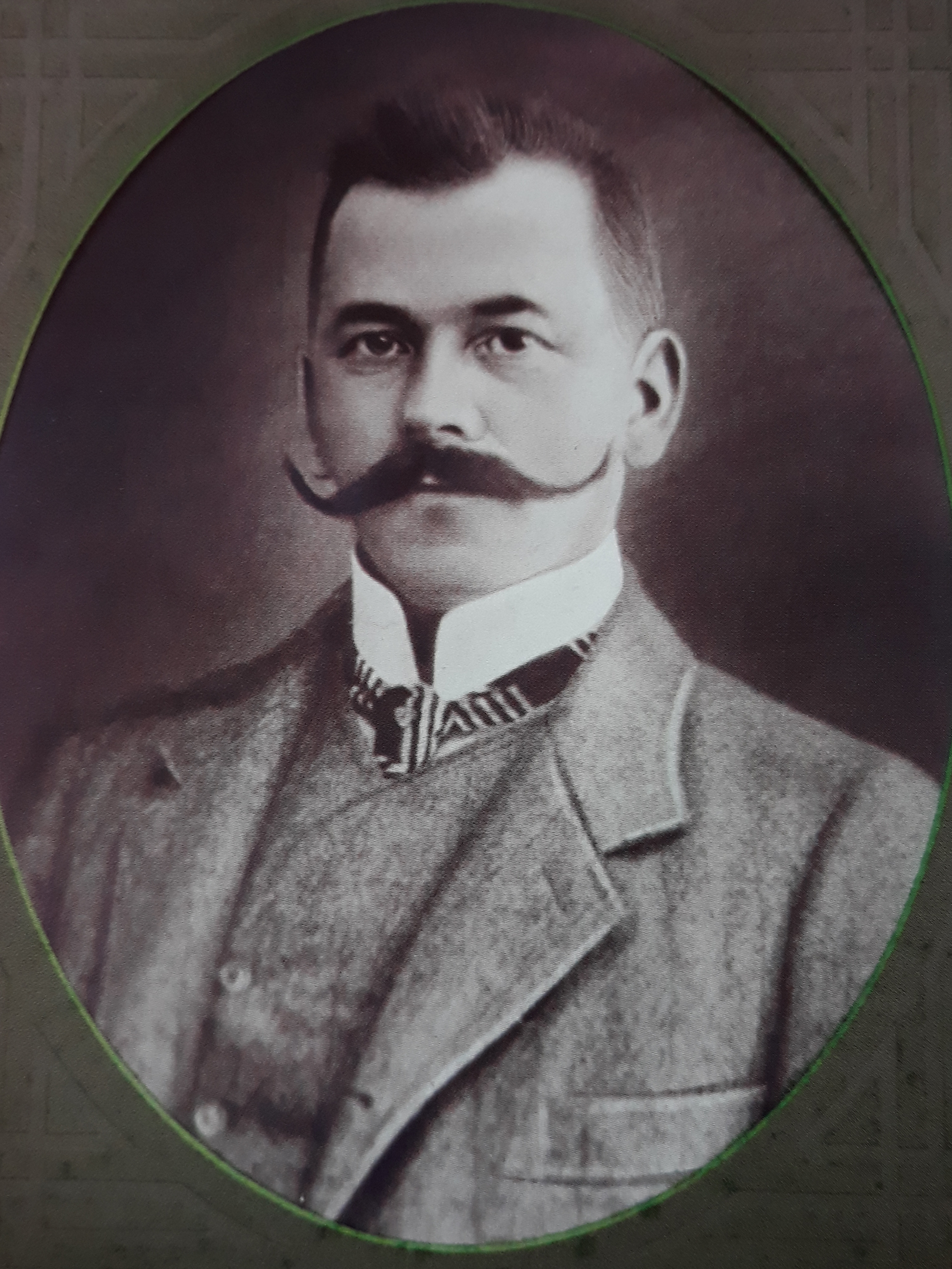
Bálint József tanító 1896-1931 között

- Gáll Sándor: 1892-1934 – okleveles kántortanító – miklósvári (eltemetve Oroszhegyen a köztemetőben)Bálint József tanító 1896-1931 közöttBálint József: 1896-1931 – okleveles tanító – oroszhegyi
- Kiss Margit: 1913-1918 – okleveles tanító
- Gáll Gyula „vitéz”: 1911-1912 – diafalvi okleveles tanító, 1912-1913, 1918-1924, 1929, 1931, 1940-1948 – kántortanító, bethlenfalvi-oroszhegyi (eltemetve Oroszhegyen a köztemetőben)
- Hajdú Emma: 1923-1924 – okleveles tanító – oroszhegyi
- Schneider Róbertné Pette Mária: 1924-1925
- Sándor Dénes: 1925-1926 – zetelaki
- Varga Ida: 1926-1927
- Erős Dénes: 1927-1928 – csíkborzsovai
- Sarka Lajos: 1928-1929
- Mihály Klára: 1929-1936
- Magyari Pál: 1931-1933 – varsági
- Bujáki Márta: 1933-1935
- Péter Imre: 1935-1936
- Balázs Erzsébet: 1936-1941 – oroszhegyi
- Janó András: 1936-1937
- Havattői Imre: 1934-1940 – kántortanító – dicsőszentmártoni
- Lengyel Margit: 1940-1942
- Fitosi Ágnes: 1943-1944
- Asztalos Mária: 1942-1945
- Gáll László: 1944-1946 – kántortanító – oroszhegyi
- Lázár Mária: 1945-1947
- Gáll Irén: 1946-1948 – oroszhegyi
- Márton Endre: 1947-1948 – kántortanító – homoródremetei

### Jeles emberek
- István gyergyóalfalvi plébános a csíksomlyói búcsú elindítója – 1567 körül – a gyergyóalfalusi néphagyományban maradt fent „…Az oroszhegyi származású, Gyergyóalfaluban szolgáló István papot rokonai értesítették, hogy János Zsigmond hadsereggel akarja Csík- és Gyergyószék katolikus híveit az unitárius hitre téríteni. István pap hadba szólította gyergyói híveit…”

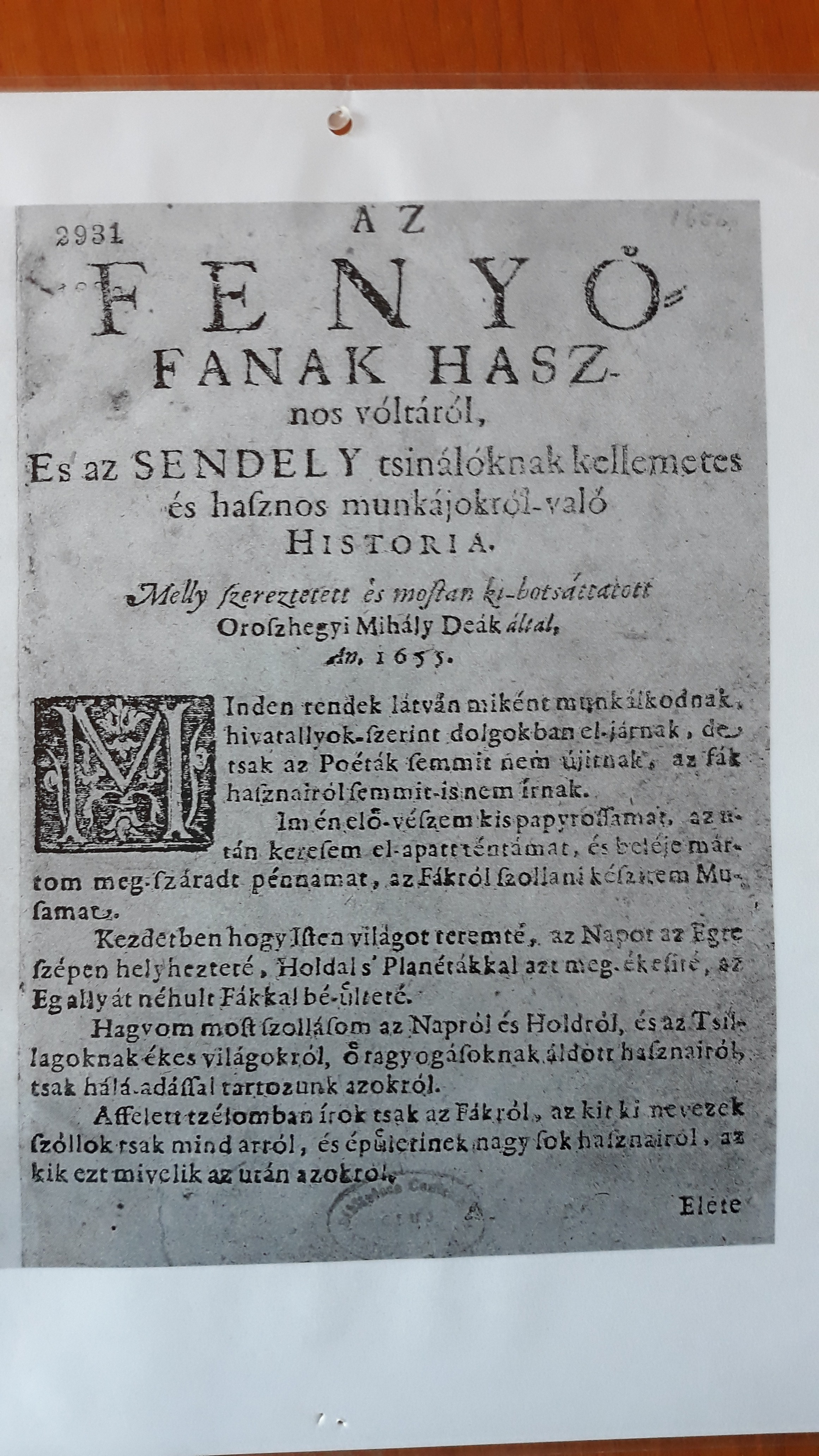

- Keresztes Miklós jezsuita (1627-?), 1651-ben Bécsbe lépett be a rendbe.Oroszhegyi (Máté) Mihály Deák (1630?-1710) egyházi jegyző, prókátor, licenciátus, költő: 1630 körül született Oroszhegyen. A tehetséges ifjút,1647-ben a Kolozsvári Jezsuita Gimnázium és Akadémia hallgatói között találjuk. 1655-ben Lőcsén megjelent verses históriája „Az fenyőfának hasznos voltáról, és a SENDELY tsinálóknak kellemetes és hasznos munkájokról – való HISTÓRIA” a Balassi és Rimay költészetének folytatása. Művét jellemzi a szavak könnyed eleganciája és összecsengése. A vers minden strófájában következetesen alkalmazza a verssorok végi rímszavakat. A mű első része a fenyőfa dicséretéről, második része a zsindelykészítésről szól. A források alapján az 1650-es években Zetalakán kezdte pályafutását, majd 1665-ben Székelyudvarhelyen esküdt egyházi jegyző ("Juratus notar"), 1670-1710 között Oroszhegy egyházközségének lelki vezetője, licenciátusa (1677: pastor Ecclesia Oroszhegyienzis, 1702: licentiatus Oroszhegyiensem). Több alkalommal hívták meg a peres ügyek lebonyolítására. Számos verses história szerzője. Műveinek nagy része az 1650-es évek II. Rákóczi György erdélyi fejedelem értelmetlen, kudarccal végződő hadjáratainak keserű megemlékezései. „Az magyaroknak 1657 esztendőbeli pogány tatároktol valo szomoru el raboltatásokrol irt siralmas versek”  soraiban így ír: „Oh mily keseredet szegény Erdély Ország, Mely meszsze tavozot töled az vigasságh! Vann mind széllyel benned sok jaj, szomorúság, Tsak még ne találna nagyobb nyomoruság.” A vers második szakaszában kéri a túlélőket, hogy vessék le színes ruháikat, amelyekkel „ékesgetted nemes fiaidat”, tegyék félre „minden musikádat” és „készitsed sirásra inkább te magadat”. A harmadik szakaszban megemlíti, hogy ilyen nagykár még nem érte a lakosságot: „szep lakoidtol, jaj mind meg fosztatál”, sőt a vitézség terén „más országokat majd fellyül haladál”, s hogy „szép bekessegben nyugodni nem tudál”, ezért megaláztatás érte ezt a büszke népet. Majd Így folytatja: „Zokogassal irom rolad verseimet, Mellyel éjjel nappal töröm en szivemet”, és nem tűrheti tovább, hogy ne írja, le, hogy hogyan történt ez a veszedelem. A hatodik és kilencedik verssorokban érdeklődik, hogy hol vannak a hadi szerszámok, amelyekkel „tündöklöttek mint pavák vitézid”, a „lövö” szerszámok sorsa is érdekli, amelyekkel a várak bástyái tömve voltak. És, hogy hol vannak a seregek és ezek „nagyságos nemzetes” parancsnokaik, akik „okossagokkal” igazgatták Erdélyt, hisz fogva tartsák valahol őket a tatárok. A seregek közül külön kiemeli a székely haderő érdemeit a tizedik versben, aki az országnak volt a legnagyobb erőssége. Sokan közülük elvesztek a csatákban, de a túlélőket: „Jaj mint rabbá ejte tatárok seregi, Sokat leis vagott fegyvereknek éli”. Legnagyobb fájdalma a fiatalok elvesztése, akik még alig tapasztalták meg az élet szépségeit és nehézségeit. Így fogalmaz: „Artatlan eletben fel serdült szep ifják, Testi bujaságtol kik meg tisztak voltatok, Kik tobbekkel együtt taborba indultak, Oh melly számtalanonn rabsagra jutottak”. A vezetők elfogása után olyan lett Erdély, mint „pasztor nelkül juhok”, vallja siralom verse 14. és 15. szakaszában. A zászlók, címerek lobogók nagy része „le esék”, a vitézlő nép, a sok fegyver, kincs mind elveszett, és ami a legszörnyűbb, hogy: „Lakosid kezeinn tsüng az sok vas bilints, Nyijjál szegényekre, ó menyei kilints!” Falun és városon, az utcákon csak keserves sírás hallatszik, a zene, muzsika nem szól sehol, még a megmenekült palotákban is csak „jaj” szó hallatszik. Sok anya siratja fiait, férjét „kivel házassagra egybe adta magát”, keresik rokonaikat, barátaikat, de az árvák sorsa a legkegyetlenebb: „Arvasagra maradt sok apro magzatok, Olaj-fa mogjára ki bimbozott agok, Sirtat rajtatokis keserves anyátok, Hogy kis-korotokban arvánn mardtatok.” A 24. versszakban pontosít, hogy kik miatt történt ez a veszedelem, hogy kik voltak azok, akik a magyarságot elárulták és cserbe hagyták: „Hirrel, névvel fenylő s- tündöklö magyarság, Kit illy alnoksaggal tsalt meg az kozaksag, Es állott elödben az pogany tatárság, El állott mellölled  az két Oláh Orszag.” Így a magyar seregeknek nagyok voltak a veszteségeik, olyan bátran viselkedtek, mint: „Mikent vitéz Hektor Troja varassáért, Nem szant vitéziért ki ontani sok vért, Ugj a szegeny magyar kedves hazájáért, Hiven vitézkedett hiriért, s- nevéért. ” De a túlerő győzött, habár „sok pogány fejeket földre le hullattak”, belefáradtak, hogy nem lesz segítségük és „testeket el fogta faratság s nagy ehség”. Egy kevesen a csatavesztés után el tudtak menekülni, de „fegjvernek élitöl akik megmaradtak” azokat „mint barmot, rabságra hajtottak”. A 30. verssorokban felsorolja az elfogott vitézlő rend méltóságait, köztük Kemény Jánost, Kornis úrral együtt, Béldi Pált, Toldi Miklóst, Apafi Mihályt és Boldizsárt és másokat, akik „voltanak am Erdéllynek oszlopi”, az ellenség ellen „örzö bastyái” és a hazának „hiv oltalmazoi”. A 39. verssorok a rabság kínjait írják le. Volt, aki megszökött és „mint juhok az erdöben akkeppen bujdostak”, s a többieknek az ételük mindennap lóhús volt és sokat szenvedtek: „A kötözés miatt testek mind el romlott, Mellyet sok veressel a pogany ugj taglott, A nagj éhség miatt szinek el hervadott, Mert szemek sok napig kényeret nem látott”. Az utolsó sorokban kéri az Istent, hogy szabadítsa meg szegényeket rabságukból, az atyák „óhajtása” és az anyák „epesige” jusson az egekbe és meghallgatásra találjanak. Maga is várja az isteni kegyelem kiáradását, amit szemeivel látni akar. Végezetül vallja, hogy a szegény nemzet hatalmas vérveszteséggel és „rabsággal ” fizette meg elbizakodottságát.Talán egyik legfontosabb műve: „Az Fenyő-fának hasznos vóltáról És az sendely tsinálóknak kellemetes és hasznos munkájokról-való História”. Ez a legrégebbi magyar erdészeti munkaleírás. Érdemes átnéznünk röviden a verset és kihámoznunk belőle, hogy mi is volt az erdő haszna az 1600-as évek közepén. A 14. versben elmondja, hogy minden házat fenyőfából készítettek, nemcsak az oldalfalait, hanem a padlását és tetőszerkezetét is. Az egész országot bejárhatod, minden fenyőfából van „Bük-fa házat láthass abban ne várd”. Megemlíti, hogy a „derék Várak” fedele is fenyőfa, igaz „némellyiket tseréppel is raknak”. Majd a 17. versben ismerteti a kőműves munkáját, „az házat meg-rakja”, a szarvazatig derekát kővel és mésszel összerakja, s „a töb részeit Fenyő fához hadgya”. A 18-20. versekben a fenyőfának a templomokban való felhasználását ismerteti, felsorolja a tornyok fedelét, prédikálószéket, az „Isten Oltára”-t. Majd hétköznapi dolgokra tér át, elmondja, hogy a főrendek drága ékesített aranyozott kupái tárolására fenyőfából „Pohár székeket” készítenek. Asztaluk és székük is fenyőfából van, mely székre „tészed edgyik feled, hogy ne fügjön éppen fenn-állásban tested”. Fenyőfából van az ajtó, melyet „lopo elött étszakára bé-zársz”, fenyőfa az ágy „kiben étszaka hálsz”. Újra megemlíti a ház felépítését: „Az házad négy szege mindenütt Fenyőfa”, noha csere-talpra van rátéve, teteje zsindellyel van befedve. Fenyőből készül a pénzes láda „az kibe-sok pénzed vagyon bé-koltsolva”, a bölcső, a ruhaszárító rúd is. Majd a gazdasági felszerelések között szemügyre veszi a szekeret, amellyel „gabonádat, szénádat hogy bé-takaritod”. Ennek is a lajtorjája és kötőrúdja szintén fenyőfa. A sok területtel rendelkező gazdáknak javasolja, hogy terményeik megőrzése végett deszkával vagy léccel kerteljék be. Ez azt jelenti, hogy más sok vízi fűrész működött a Küküllőn. Újból visszatér a lakásba, a fenyőfatálast ismerteti, a fogast, ahova süvegét, kanalát és ón edényét akasztja. Annyira felhasználható a fenyőfa, hogy forgácsával tüzelnek és „étket főznek”. Fenyőfa a bölcső, de fenyőfa a koporsó is. A zeneszerszámok, az „édesdeden zengő Virgyinák s Cimbalmok” is ebből a fából vannak elkészítve. Majd a konyhai kellékekről ír, a kenyérsütéshez használt szita kérge, a gyúródeszka is fenyőfa. Megemlíti az árpából, zabból készült sör tárolására készített hordót, a csebret, amelyből „marhádat itatod, mikor hideg télben az Jászlon ben-tartod”. Majd a fejedelmi udvaroknál történő étkezési szokásra tér át: „Udvaroknál midön Kappant, Pipét sütnek, Kikhez drága levet Szakátsok készitnek, Az Tál feli-fellyül fenyő hidat tésznek, Mellyel az Inasok az asztalra visznek.” És ami a legfontosabb, hogy egy olyan étel különlegességet említ, ami már nincs, s amihez fenyő magot is tettek: „Az Urak konyháján ha kukrejtet föznek, Mellyet tehén húsból Szakátsok készitnek, Egy kis fenyö-magot ha belé nem tésznek, Nem mondhattyák még azt igazán kukrejtnek”. Majd rátér a fenyőszurok hasznára. Használják a vargák a saruk varrásához, a „túdós fő Borbélyok”, az orvosok sebek gyógyítására. Majd a verssorok végén megdicséri, hogy télen-nyáron örökzöldek, hogy sok gomba terem alattuk, málna is van közöttük, és kellemes sétálni alattuk a hűvös árnyékban. A mű második részében a fa megmunkálóját ismerteti a zsindelykészítőt és a deszkametszőt. Feldicséri őket, hogy a legfontosabb mesterséget űzik, nélkülük egy mesterember sem tudna létezni. Habár van egy mesterember, aki nélkül bajos volna ezt a fajta mesterséget űzni, az a kovács, de „ö-is gyakrabban az Sendely alatt hál”. Felsorolja az eszközöket, szerszámokat: fűrész, faragó kés, fejsze, nagy ródalló fejsze, hornyoló, majd egy gyönyörű versszak következik: „De tsak szükség ehez faragó kés s horony, Az mellé az Fürész kit szükség jól meg-vony, S nagy rodalló Fejsze kinek éle vékony, Hogy az Fenyő-fába légyen haladékony”. Majd említi, hogy a zsindelynek való fát milyen nehéz fellelni, kiválasztani. A kiválasztott fákat ki kell vágni, lecsapolni, héját le kell hántani, fel kell darabolni, majd nagy bajjal a Küküllő mellé kel vonszolni. Ezt így írja le: „Midön sok járással azokat fel-talállyák, ródaló fejszével az után le-vágják, A héj után el-hántván nagy bajjal elróják, Vonó marhájokon víz mellé vontattyák”. Majd következik a legveszedelmesebb munka, a fák leúsztatása a vízen, amikor „Az Ég tsatornája mikoron meg-indul”. Ezt olyan nehéznek tartja, mint egy tengeri utazást. Valójában nem lehetett könnyű munka a hatalmas rönkök leúsztatása, de könnyebb lehetett a csendesebb helyeken kifogni a fákat és hazaszállítani. Nagyon értékes ismereteket mentett meg a költő az utókornak. A fafeldolgozása, felhasználása a 17. század közepén nagyon magas fokon állt, nélkülözhetetlen volt a mindennapi életben.Családi helyzetéről is van tudomásunk. Felesége fenyédi nemes Szemere Borbála ősei a honfoglaló Huba vezértől származtatták magukat. A források alapján gyermekeikről is van tudomásunk, akik leszármazottai a jelenlegi oroszhegyi, zetalaki lakosok egy része.
- Oroszhegyi (Lőrincz) Bálint Deák (1663-1743) licenciátus, "scholamester". Leszármazottai között találjuk a székelyszentkiráli Bálint családok egy részét és az oroszhegy-üknyédi Bálint „pista” nemzetséget: Bálint Imre (1896.júl.20.) és felesége Vass Teréz, Bálint Simon (1898.okt.11.-1961.máj.18.) – felesége Györfi Mária, Bálint Gábor (1901-) és Borbély Berta, Bálint Róza (1903.ápr.24.) Bodó Jánosné Sztk., Bálint Veronika (1905.máj.01.) Vass p Jánosné, Bálint László (1907.jún.22.), II. feleségétől Bálint Ignác (1912.jan.31.) és felesége Mihály Julianna, Bálint Anna (1912.jan.31.) Tamás Ágostonné, Bálint István (1915.aug.17.) és felesége Szabó Vilma, és Bálint Lázár. 1. Bálint Imre (1863.febr.17. Szentkirály-? Üknyéd) és Balázs Veronika Sztk./I. Házasság: 1891.jan.12./II. H: Tamás Veronika 2. Bálint Imre (1836.nov.23.Sztk.) és Péter Rozália Sztk./H:1859.júl.04. 3. Bálint András (1809.nov.29.) és Bodó Rozália Sztk./H: 1832.jan.30. 4. Bálint Márton (1762.nov.11.-1836.szept.12.) és Gergely Anna Sztk./H: 1788.nov.30. 5. Bálint András (1739.dec.07.Sztk.-1806.dec.26. Sztk.) és Kovács Anna (1732 Oroszh.-1815.ápr.29.Sztk.)/H:1756 Oroszhegy 6. Bálint (Bálintfi) András (1710.dec.01.Sztk.-1766.máj.19. Sztk.), 1725-ben végez a székelyudvarhelyi gimnázium legfelsőbb osztályán, a „Syntaxistae-n” és özvegy Péter Katalin (1691 Sztk.-1769.okt.14. Sztk.) 7. Oroszhegyi (Lőrincz) Bálint Deák (1663. Oroszh.-1743.jan.28. Sztk.). Iskoláit helyben, majd a Kolozsvári Jezsuita Gimnázium és Akadémián végezte el 1681-ben. Iskolamester volt Bétába, Oroszhegyen,és Szentkirályon, Később hosszú ideig Szentkirály lelki vezetője, licenciátusa volt.
- Dr. Tamási György olvasókanonok, szemináriumigazgató (1709-1782) Rövid önéletrajz: 1709 májusában született Oroszhegyen. Elemi iskoláit helyben Vágási János oskolamester irányítása alatt végezte el. 1722-1727: a Székelyudvarhelyi Római Katolikus Gimnázium diákja. 1728-1732: a Kolozsvári Jezsuita Gimnázium-és Akadémia tanulója. 1733-1736 között Nagyszombaton tanult, ahol 1735. július 28-án harmadéves teológusként a bölcsészet és teológia magiszterévé avatták. Pappá szentelése után 1747-ben Torján plébános és háromszéki esperes. 1758-tól a gyulafehérvári székesegyház plébánosa. Szintén ebben az évben kinevezték kanonokká. 1764-ben a papnevelde igazgatója. 1782. január 2-án 73 évesen meghalt. Sírja a gylafehérvári székesgyház kriptájában található. Tevékenysége: támogatta a környék és erdély egyházait. Az1766-1770 között épült oroszhegyi templom építésének költségeit állta. 1770-ben új plébániát építtetett a régi helyére. 1772-ben Budán egy 4 mázsás harangot öntetett a saját költségén, és egy új orgonával ajándékozta meg az oroszhegyi egyházat. Szintén ebben az évben 600 forint alapítványt hoz létre a templom fenntartására. 1778-ban 200 forinttal támogatta a székelyudvarhelyi gimnáziumot, azzal a feltétellel, hogy az ott tanuló atyafiai gyermekeinek bentlakási költségeit fedezzék a kamatokból. Szintén a tömlecben sínylődőknek is adott 100 forintot. 100 forintot az oroszhegyi plébános kezébe, hogy a kamatjaiból a szegényeket segítse.Végrendeletében az oroszhegyi templomnak adott 1000, a székelyszenttamásinak 100, a gyulafehérvári papneveldének 400 és az oroszhegyi gyermekek taníttatására 100 magyar forintot.
- Vas Péter (Kristóf) ferences szerzetes (1718-1743)
- Magyari Péter (Alajos) ferences szerzetes (1759-1794)
- Andrási (Czincziri) János plébános (1775-1816)
- Gergelyfi Márton plébános (1778-?)
- Kovács Zsigmond plébános (1781-1842), székelyudvarhelyi gimnáziumi tanár

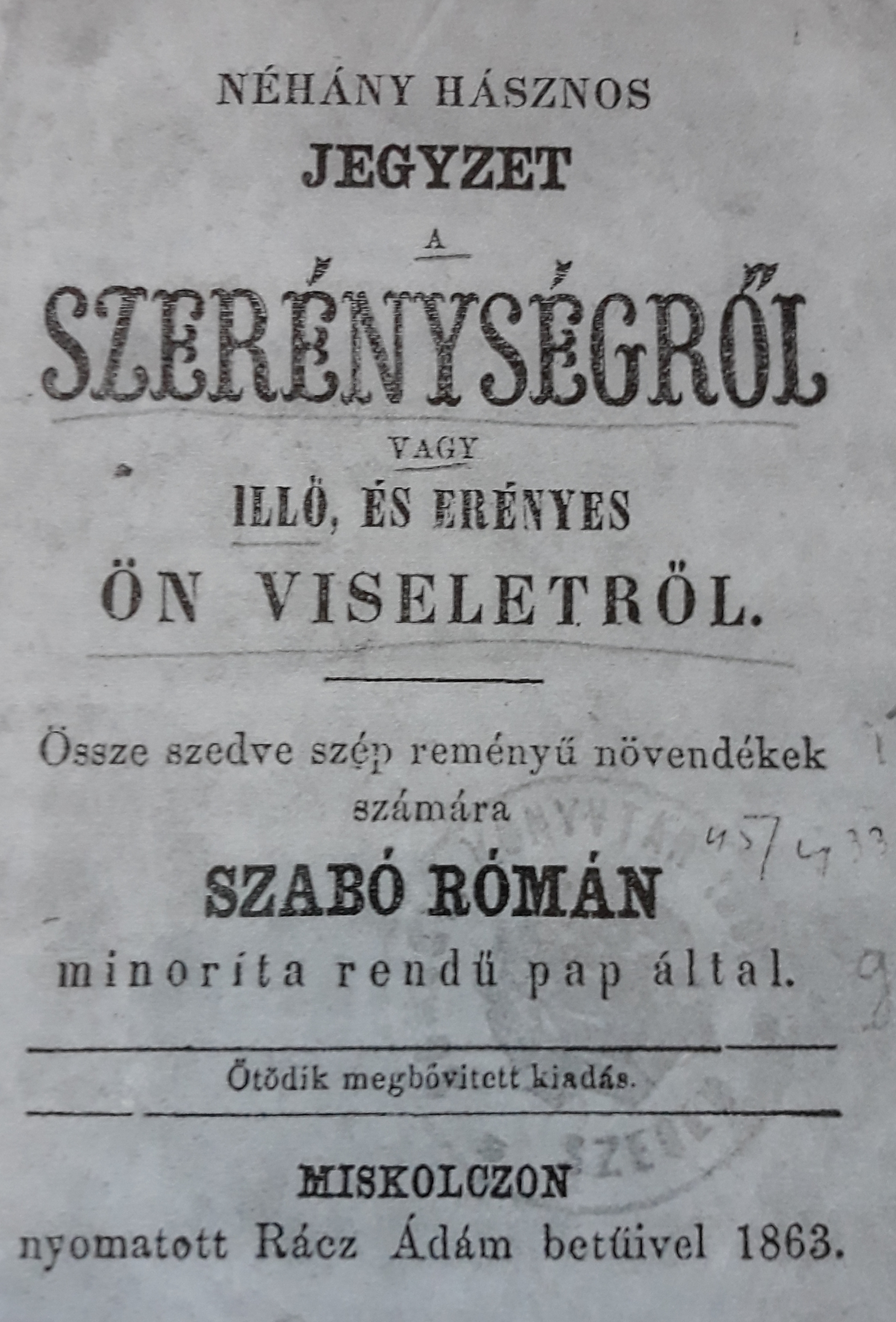

- Dr. Szabó János (Román) (1784-1871) minorita rendi tartomány főnök, gimnáziumi igazgató.
- Jánosi Elek (1796-1833) plébános, székelyudvarhelyi gimnaziumi tanár, később igazgató, gyulafehérvári tanár.
- Jánosi(y) József honvédőrnagy (1801-1885) a brassai, tölcsvári, kökösi, szentgyörgyi csaták részvevője, Josefstadt-i fogoly, falubíró, iskolaszéki elnök, határinspektor, falu, -egyháztanácsos. Oroszhegyi birtoka egyharmad részét árúba bocsájtotta 1885-ben és a jövedelmet a székelyudvarhelyi római katolikus gimnáziumnak, a székelyudvarhelyi református gimnáziumnak, illetve a székelykeresztúri unitárius gimnáziumnak adta egyenlő részben.
- Tamási Márton plébános (1809-1870)
- Vass pacsai András honvédhadnagy (1811-1880) "Bem apó kedvenc segédtisztje", falu, -egyháztanácsos, bíró, udvarhelyszék hites ülnöke
- Dombi Gergely plébános (1817-1860)

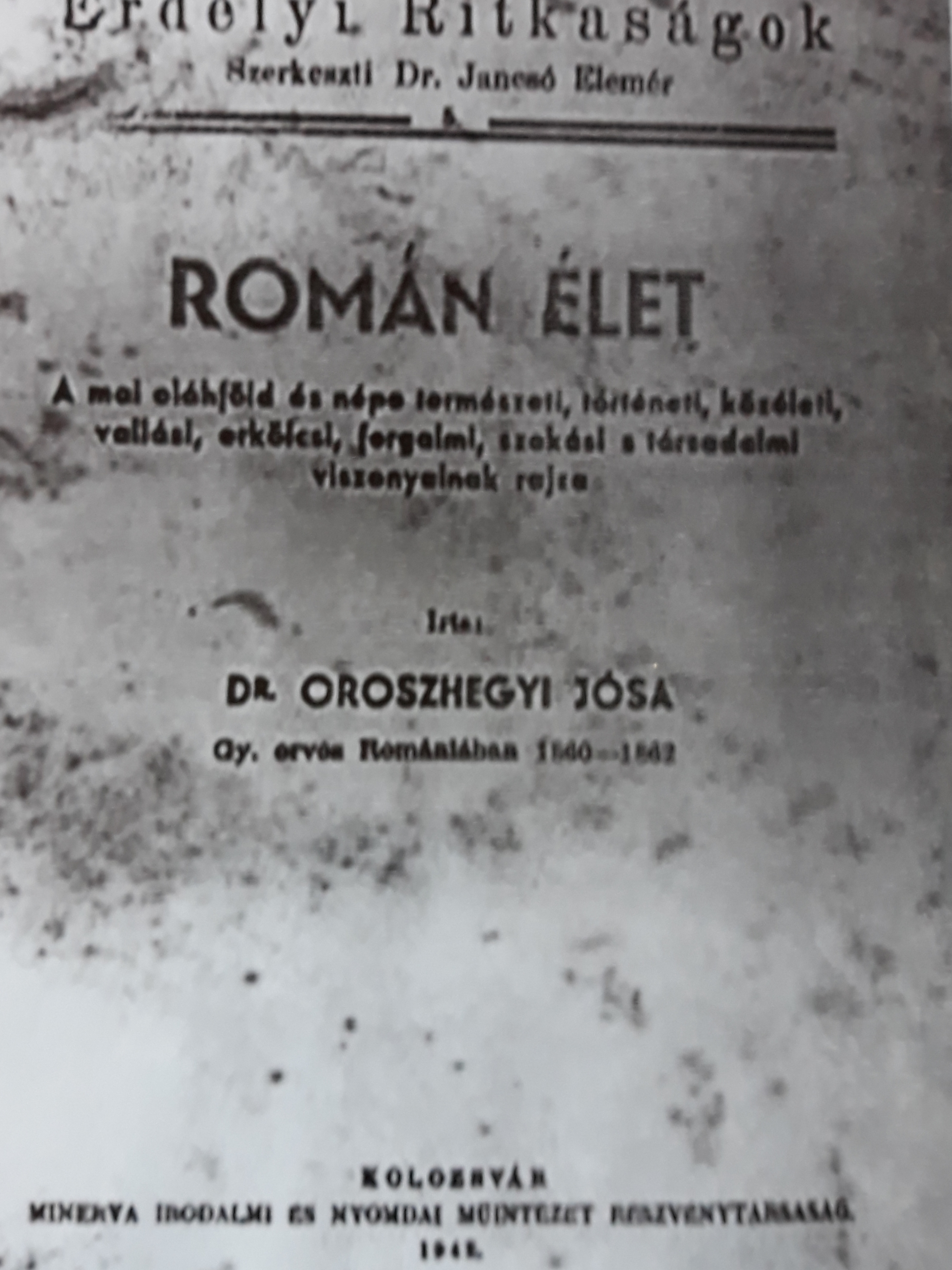

- Dr. Oroszhegyi Szabó Józsa honvédőrnagy (1822-1870), orvos, író. Született 1822. május 24-én Nagy-Kolcson (Szatmármegye), hol oroszhegyi származású atyja Szabó Bertalan gazdatiszt volt. "Számos gyermekkel lévén megáldva, őt neveltetés végett testvérbátyjára, Szabó R. János minoritarendi főnökre bízta, ki a sokat igérő fiút anyja óhajtására is a papi pályára szánta s Nagybányán és Szatmárt végzett iskolai éveiben folyton gyámolta. A növendék a kitűzött irányra minél kevesebb hivatást érzett, annál inkább vonzódott az irodalom felé, melyet az 1830-40. években nagy előszeretettel tanulmányozott. 1837-ben a szatmármegyei papjelölésnél fiatalsága miatt mellőztetett. Ekkor nagybátyjához sietett Miskolczra, hol a VI. gymnasiumi osztályt ismételte. Ekkor tanult görögül és nagybátyja titkárától Lakatos Ottótól németül. Nagybátyja ezután Egerbe vitte, hol az érsekmegyei papnevelőbe fölvették. A hajlamaival nem egyező papi pályát azonban ott hagyta, mire nagybátyja teljesen kitagadta. Magára hagyatva került 1841-ben Pestre s itt az orvosi pályára szánta el magát s beiratkozott az egyetemre; Bugát Pál akkori orvoskari dékán felkarolta s az Orvosi Tár javításával bízta meg; azután is jótékonyan vezette, míg önállóságra tett szert. Mindamellett három évig sokat küzdött és nélkülözött. Ezalatt az egyetemi ifjak önképző társulatot alakítottak, melynek ő tagja, jegyzője, végre elnöke lett. Előbb a szépirodalommal foglalkozott, de miután Bugát bevezette a természettudományi társulatba, ennek gyűléseit szorgalmasan járta s az ugyanott készült magyar természettudományi, különösen vegytani műszavakat hatáskörében terjesztette s mindinkább a természettudományok felé hajolt. 1844-ben Helmeczy a Jelenkor ujdonsági rovata vezetésére szólította fel, s ez állásában szakadatlanuI működött 1847-ig, mikor őt Jókai váltotta fel. E foglalkozása és orvosi tanulmányai folytatása közben szép működési tér nyílt előtte Röszler Ágnes asszony leánynevelő intézetében, melyet öt évig vezetett a szülők nagy megelégedésére. 1847-ben bevégezte orvosi tanulmányait s már 1848-ban doktori szigorlatokat akart tenni, midőn a közmozgalom őt is más hatáskörbe sodorta. Eötvös József báró miniszter kinevezte közoktatási fogalmazóvá; e hivatalból azonban nemsokára táborba szállt, hol mint hadi orvos, majd fegyverrel és utóbb mint csapatparancsnok (guerillavezető, az év végéig őrnagy) szolgált. Azután ismét irogatott, de az utolsó csaták szinhelyén ismét ott volt. A a szabadságharcz után őt is halálra ítélték és tízévi várfogságra Josephstadtba vitték, honnét öt évi fogság után 1856. decz. szabadult ki. Pestre érkeztével tüstént megkezdte irodalmi működését. 1857-ben lett orvosdoktor és szülész-mester. Ekkor Nagyváradon nősült, neje Somogyi Mária volt. Kevés ideig Abrudbányán volt orvos; innét nejével Bukarestbe ment. Itt az elméleti s gyakorlati vizsgát ismét le kellett tennie, a mit dicséretesen teljesített, mire előbb Rimnik-Szeráton, majd Foksányban kapott a román kormánytól alkalmazást. Egyike volt a legmunkásabb embereknek. Erősen hitt a delejezésben, de Bukarestben ezen tudományával kudarczot vallott. Ekkor Konstantinápolyba ment és török szolgáIatba lépett. Neje elhalt és e miatt vígasztalhatlan lett. Utazott Kis-Ázsiában, Cziprus szigetén, Alexandriában. Megtakarított pénzéve1868-ban visszatérőben volt hazánkba, midőn az úton szélütés érte s tehetetlen állapotában kifosztották. Két évig tengődött még Kolozsvárt és Pesten, majd Budán, hol 1870. február 18. meghalt. Czikkei a Garay Regélőjében (1842. Avasország, Az avasi rém, szatmármegyei népmonda), a Frankenburg által szerkesztett Életképekben (1844. Szatmár és vidéke, 1847. A hajdani székely nemzet áldozó-poharáról, 1848. Korrajzok a nők életéből, Erdélyi képek); a. Magyar föld és népeiben (1846. A dunagőzhajózási társaság története és állapota), a Vahot Imre Pesti Divatlapjában (1847. Figyelmeztetés a hölgyképzés körül, Számvetés hatása hölgyeink életében és elbeszélés); a Honleányok Könyvében (1847. Működésünk iránya, Közlemények az ipargazdaság köréből: I. Gyapot, II. Vázlat selyemtenyésztésről, Ilona királynő, A valódi gyöngyről, Haza és nemzetiség, irányadó elmélkedés leánynövendékeimmel, A magyar haza története, Az ékkövekről, Hölgyeink hivatásköre s költemények); a Magyar Sajtóban (1857. 99. szám, Figyelmeztetés a szervényi vegytan műszavaira, 1863. 47., 53., 61., 93., 118. szám, A Fekete-tenger mellől, Küsztendzse, 56., 122., 123. sz. A Dobrudzsából, 1864. 35. sz. A török fővárosból); az Orvosi Hetilapban (1857. Gyógyszertani közlemények, 1858. Viszhang a Szervényi vegytan bírálatára); a Divatcsarnokban (1859. A rokonszenv természettörténete); a Hölgyfutárban (1860. Pár szó a magyar öltözet körül, A magyar öltözék ügyében); a Divatcsarnokban (1860. A házi kisasszony, magyar életkép); a Girókuti Képes Naptárában (1860. Derüre ború, borura derü, 10 aranynyal jutalmazott pályamű); Emich Nagy Képes Naptárában (1861. Az úgynevezett magnetizmusi jelenségekről, Erdély nyugoti havasairól); a Gyógyászatban (1863. Egészségügyi szemlélkedés Dobrudzsában, Feketetengeri fürdés, Egy kis adat orvosi életünkből Dobrudzsában; A lép részletes kiirtása, 1864. A tatárok közti gyógybánásról, Miért egészséges a török? 1865. Kuruzslási esetek Dobrudzsában, 1866. Orvosi tapasztalatok Ázsiában, Iszákosság, 1867. Ázsiai fekély, A cholera, 1868. Orvosi tapasztalat Cyprus szigetén); a Vasárn. Ujságban (1863. Tengeri fürdés és halászat); az Aradban (1863. Levelek keletről); a Nemzeti Képes Ujságban (1863. Törökországi képek); a Fővárosi Lapokban (1864. A mozlim zarándoklás, Konstantinápolyi élet, 1865. Az ázsiai konyha); a Honban (1864. 18. sat. sz. Konstantinápoly, 1865. 25-62., 95. sz. Utazás Keleten, 1866-1867. 3., 4., 6., Ázsiai utiképek, 79., 97., 99., 100., 111., 112., 133. 139. sz. cz. Cziprusz szigete, 1868. 6., 8., 11. cz. Cziprusz); a Hazánk és a Külföldben (1866. Ázsiai élményeim, 1867. Vasvári Pál életrajzához és emlékéhez, Cziprus szigete és levél); az Igazmondóban (1868. 8., 9. sz. Kurdisztánban); M. Polgár Nagy Naptárában (1869. Dalidók keleten); a Keletben (1876. 91., 100. sz. Egy bukaresti barátjához irt levelei, Küsztendzse 1863. júl. 11. Konstantinápoly 1864. jan. 22.); az Ország Tükrében (1864. Egyik körutam Törökországban); az aradi Alföldnek is munkatársa volt (1861-63. Levelek Romaniából). Munkái: 1. Magyar nyelvtan. Ungarische Sprachlehre. (Ungarisch und Deutsch). Magyar és német nyelven. (Különös figyelemmel a leánynevelő intézetekre). Pest, 1847. 2. A szervényi vegytan rövid kézikönyve. Dr. Strecker Adolf kristianiai vegytanár munkája után magyarította. A szövegbe foglalt 42 fametszvénynyel. Pest, 1847. 3. Az ód és delejesség közéleti értéke. Fölvilágosítás és utasítás minden értelmes embernek, mit kelljen a természethatányairól hinni; miképen közéleti kényletekre és egészségi czélokra fölhasználni; nevezetesen ideges kórokat általa gyógyítani. Pest, 1858. Szerkesztette a Honleányok Könyvét 1847-ben Pesten (Röszler Ágnessel együtt), melyből három füzet jelent meg, és a Bukaresti Magyar Közlönyt 1860. jún. 16-tól decz. 22-ig, összesen 27 számát".
- Tamás Péter plébános (1833-1870)
- Tamás Márton plébános (1834-1880), a gyulafehérvári teológia vicerektora.
- Bálint Gergely plébános (1850-1917)
- Szabó Márton plébános (1864-1903)
- Gáll Gyula " vitéz" kántortanító (1890-1980), százados, közbirtokossági elnök.
- Bálint József plébános (1901-1988), az Erdélyi Római Katolikus Népszövetség elnöke, Márton Áron püspökké avatása után. Magyar országgyűlési képviselő 1940-1944 között. Az 1942-es diafalvi égés után gyorssegélyt szorgalmazott és harcolt ki a károsultaknak. A háború után a hadbíróság 25 évi börtönre itélte. Meghalt Pécsen.
- Szabó István (Kanut) ferencesrendi szerzetes (1910-1927)
- Gáll Sándor plébános (1922-1995)
- Dr Major Vencel orvos (1921-), 1951-ben végzett a A Pázmány Péter Tudományegyetem Orvostudományi karán. Budapesten volt orvos.
- Hajdó Vilmos plébános (1940-)
- Vass Ince plébános (1943-2016)
- Vass Zoltán plébános (1944-)
- Józsa Imre Jászai Mari-díjas magyar színművész (1954-2016). Édesapja Józsa Márton oroszhegyi születésű, aki a második világháború után kitelepült Budapestre. A színész többször járt Oroszhegyen. Minden alkalommal megtekintette a Pakod-Tamásszág részén lévő ősi Józsa birtokot.
- Kovács Árpád plébános (1957-)
- Mihály Tibor mérnök-tanár, helytörténész (1966-)
- Bálint Emil plébános (1970-)
- Péter Artúr plébános (1973-)
- Csender Levente (1977-) József Attila-díjas író, pedagógus. 1991 óta él Magyarországon. Anyai ágán Oroszhegyről származik. Gyerekkorát Székelyudvarhelyen töltötte. Sokat időzött déd- és nagyszüleinél Oroszhegyen és a fölötte terjedő havasi fennsíkon lévő nyúládi erdős-legelős részeken.
- Kovács Árpád művészettörténész (1982-)
- Boldizsár Ferenc plébános (1985-)

## Testvértelepülések
- Kerepes, Magyarország
- Deszk, Magyarország
- Újszilvás, Magyarország